# Asmate albifenestra
Asmate albifenestra là một loài bướm đêm trong họ Geometridae.